# Oleksandr Jevhenovyč Položynskyj
Oleksandr Jevhenovyč Položynskyj (ukrajinsky Положинський Олександр Євгенович, * 28. května 1972 Luck) je ukrajinský zpěvák, moderátor, textař, hudebník a showman. Byl zpěvákem skupiny Tartak, založené v roce 1996. Dále byl členem kapel Boovyeah (2014) a Ol.Iv.'Yeh (2019) a moderátorem rádia NV.

## Život
Narodil se 28. května 1972 v Lucku. Zpívat začal velmi brzy, když vystupoval na slavnostních matiné. Jeho maminka zpívala ve sboru a brávala ho s sebou a Saško brzy překvapil své okolí, když se písně sboru naučil nazpaměť. Studoval na Luck School No. 15. V roce 1987 po absolvování 8. třídy nastoupil do vojenského internátu ve Lvově. Zde dostal i jednu ze svých přezdívek „Komis“, odvozenou ze slov vojenský komisař.
S rodiči udělal dohodu, že pokud jim přinese diplom z univerzity, nechají ho pak dělat to, co ho bude bavit. Následně Oleksandr vystudoval Ekonomickou fakultu Lucké technické univerzity se zaměřením na "podnikovou ekonomiku". V prvních letech univerzity studoval se špatným prospěchem, ale ve třetím ročníku se stal výborným studentem a začal se účastnit kulturních akcí a soutěží.

## Umění

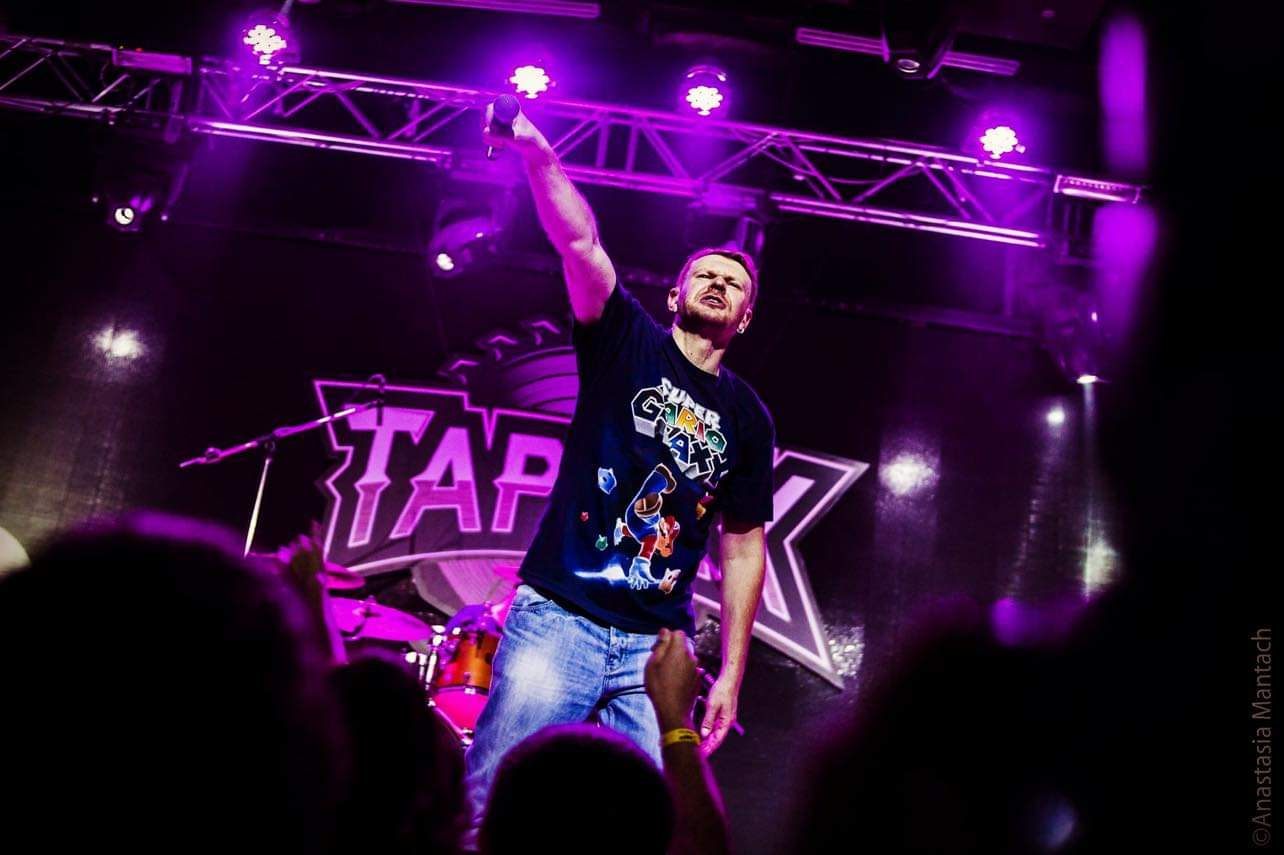
Oleksandr Položynskyj

Saško začal hrát s Luckou kapelou Mouchy v čaji, která hrála i několik jeho vlastních písní a se kterou debutoval na pódiu. Vstoupil do punkového projektu Makarov & Peterson, se kterým se zkoušel vystupovat i jako showman. V roce 1996 se Oleksandr dozvěděl, že známý ukrajinský festival Červená routa /Červona ruta/ se bude odehrávat v jeho městě. Podmínkou účasti bylo mít kapelu a tři písničky a podat přihlášku. Saško neměl žádnou kapelu, ale měl název a čtyři písničky. Saško tedy poslal jednu přihlášku za skupinu Makarov & Peterson v kategorii rocková hudba a další přihlášku v kategorii moderní taneční hudba poslal za skupinu Tartak, která v té době ještě ani neexistovala. Členy pro nově vzniklou kapelu Tartak našel později a stal se jejím vedoucím a autorem většiny písní. Sám v kapele Tartak zastával většinu funkcí, do února 2020 uměleckým ředitelem, koproducentem, zpěvákem, showmanem, a také autorem většiny textů. Současně pracoval na částečný úvazek jako moderátor v televizi a rozhlase. V letech 2001–2002 moderoval varietní show Ruskie horky na kanálech ICTV a M1. V tomto pořadu jako moderátor satirizoval představitele ruského popu, které sám považuje za nezajímavé a někdy dokonce směšné. Ale tímto způsobem ruský showbyznys pomohl ukrajinské kapele natočit debutové album kapely Tartak Demografická exploze. Dále byl Saško moderátorem pořadu Čerstvá krev na televizním kanálu M1. Pořad se zabýval vyhledáváním a podporou mladých talentovaných kapel. Saško se velmi aktivně účastnil a pomáhal nováčkům. Od 1. října 2007 spolu s Romanem Davydovem, Andrijem Kuzmenkem a Igorem Pelichem (do května 2009) moderoval ranní DSP Show na rádiu Evropa Plus. Spolu s Kuzmenkem /Kuzma/ měli rubriky Spánek do ruky, Sejf, Morning star, Se svým samovarem, Čistá píseň, Švirjaj-show a Zavolej příteli. Od roku 2018 do 27. května 2020 moderoval na Rádiu HB svůj autorský pořad Zvuky pro. Protože si přál zprostředkovat ukrajinský folklór mladým, spolupracoval Saško v roce 2006 s lidovou skupinou Huljajhorod, což vedlo k vytvoření stejnojmenného alba, ve kterém ukrajinské lidové umění získalo moderní zvuk. Dalším z projektů bylo společné natáčení alba PoNeDilOK s Orestem Krysou a Eduardem Prystupou, které bylo doprovázeno ukázkami ze známých děl ukrajinské klasiky.

## Ocenění
- 2013 – Laureát ceny Vasyla Stuse[8]
- 2020 – Odmítl převzít Řád za zásluhy III. stupně, který mu udělil prezident Zelenskyj. V reakci na udělení řádu napsal prezidentovi Zelenskému, že řád odmítá a vyjádřil přesvědčení, že řádem by měli být oceněni jeho kolega Andrij Antoněnko, lékařka Julie Kuzmenko a zdravotní sestra Jana Dugar, kteří byli křivě obviněni v případě vraždy novináře Pavlo Šeremeta.[9]

## Veřejné postoje a činnost
Oleksandr je známý svým vlasteneckým postojem, který opakovaně dává najevo v textech svých písní a během svých veřejných projevů. Zejména je to znát v písni Ja ne choču/Nechci z alba Hudební dopisy z Lucku, která se stala neoficiální hymnou Oranžové revoluce. A dále v písni Ne kažuči nikomu/Neříkej nikomu, kterou napsal ve spolupráci s Andrejem Pidlužným a která je jednou z mála skladeb, věnovaných ukrajinským rebelům. Byl i členem Rady lidového sdružení Majdan. Dále byl jedním z organizátorů akce 14 hudebních festivalů a interaktivních koncertů Nebuďte lhostejní, které se na podporu ukrajinského jazyka konaly v různých městech střední Ukrajiny. V rádiu Luck se účastnil projektu Považuj se za Evropana – mluv ukrajinsky!. Spolu s dalšími hudebníky vystupoval na podporu vojáků Zbrojních sil Ukrajiny, kteří jsou v OSS (ATO). V roce 2015 společně s hudebníky ze skupiny Riffmaster vystoupili pro 3. samostatný pluk speciálních sil a 72. samostatnou mechanizovanou brigádu. Spolu s Ivanem Marunyčem vystupoval pro armádu ve Volnovaše, poté založili projekt Ol. Iv'E.. Spolu s Arsenem Mirzojanem vystoupili pro vojáky 128. OGŠBr a s kapelou Ukiez pro vojáky Národní gardy.
V roce 2020 se v médiích rozšířily fámy, že Položynskyj kandiduje na starostu Lucku. Oleksandr tyto fámy popřel a na své facebookové stránce napsal, že chce zůstat nezávislým a novináři by si měli ověřit informace z primárních zdrojů.

## Vojenská služba

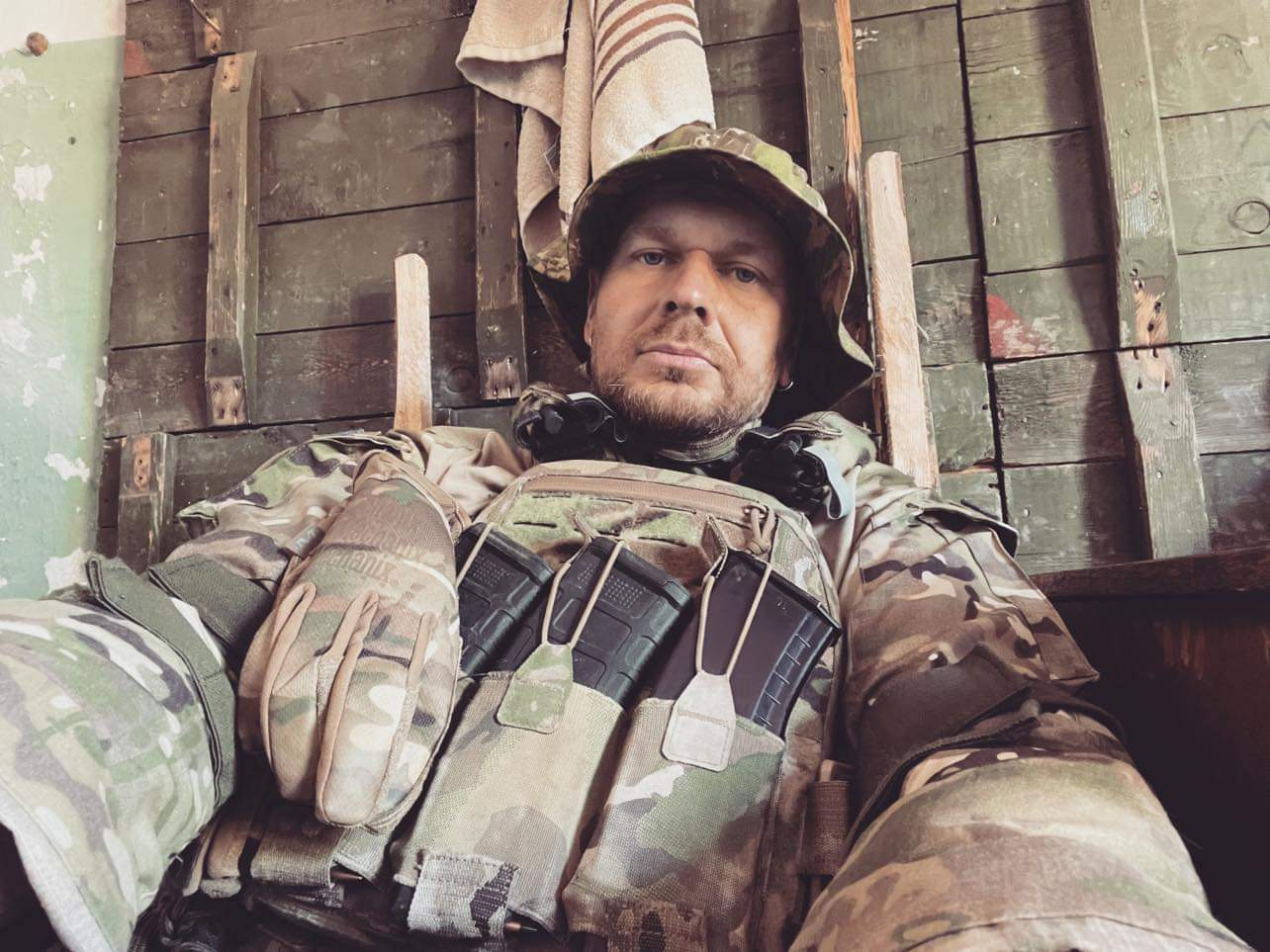
Oleksandr Položynskyj, léto 2022

V únoru 2022 chtěl Oleksandr Položynskyj podepsat smlouvu o vojenské službě v Teritoriální obraně Ukrajiny, nakazil se však covidem a následně kvůli administrativním průtahům čekal doma v Lucku na povolání do služby. Od května 2022 sloužil u 47. praporu Ozbrojených sil Ukrajiny, později 47. útočný pluk a nyní 47. samostatná útočná brigáda. V létě 2022 strávil nějaký čas na frontě. V současné době působí v týlu a pracuje pro vojenskou rozhlasovou stanici Armija FM a od ledna 2024 také jako reportér vojenské televizní stanice Armija TV. V roce 2023 odehrál několik koncertů v Kyjevě, kde v rámci své práce slouží v armádě. 